# Liste des évêques de Barbastro-Monzón
Ceci est une liste des évêques de Barbastro-Monzón, chargés d'administrer le diocèse de Barbastro-Monzón, depuis sa création en 887 par l'évêque Adolphe, à aujourd'hui.

## Évêques de Roda

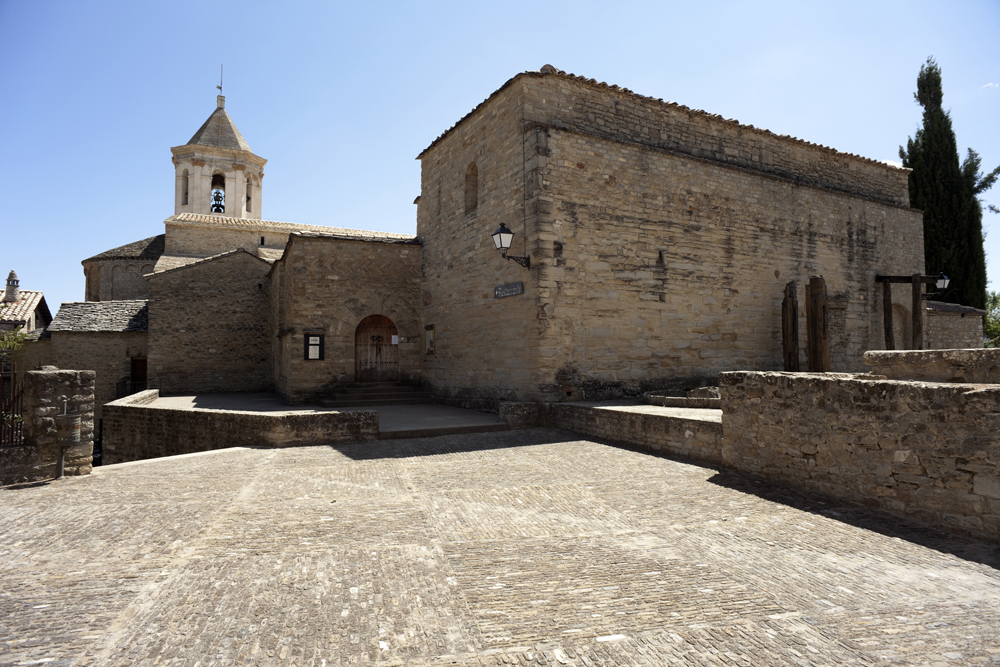
Cathédrale Saint-Vincent, à Roda de Isábena, siège de l'évêque de Roda entre le Xe siècle et le XIe siècle.

Le siège de l'évêché est tout d'abord fixé à Roda de Isábena :
- Adolphe (887-922) ;
- Aton (923-955) ;
- Odisend de Ribagorce (955-975) ;
- Aimeric (988-991) ;
- Jacques (vers 996) ;
- Aimeric II (1006-1015) ;
- Borrell (1017-1019) ;
- Arnulf Ier (1023-1067) ;
- Salomon (1068-1075) ;
- Arnulf II (1075-1076) ;
- Pierre Raimond Dalmacio (1076-1094) ;
- Loup (1094-1096) ;
- saint Pons ou Ebons (1097-1101).

## Évêques de Barbastro-Roda
À la suite de la conquête de la ville musulmane de Barbastro en 1101, les évêques de Roda portent le nom d'évêques de Barbastro-Roda :
- saint Pons ou Ebons (1097-1104) ;
- saint Raimond (1104-1126), originaire de Durban, en Ariège (France) ;
- Étienne (1126-1130) ;
- Pierre Guillaume (1130-1134) ;
- Ramire (1134) ;
- Gaufred (1135-1143) ;
- Guillaume Pérez (1143-1149).

En 1149, le siège de Barbastro est supprimé, tandis que celui de Roda est transféré à Lérida.

## Évêques de Barbastro
Le siège de Barbastro n'est recréé qu'en 1573 :

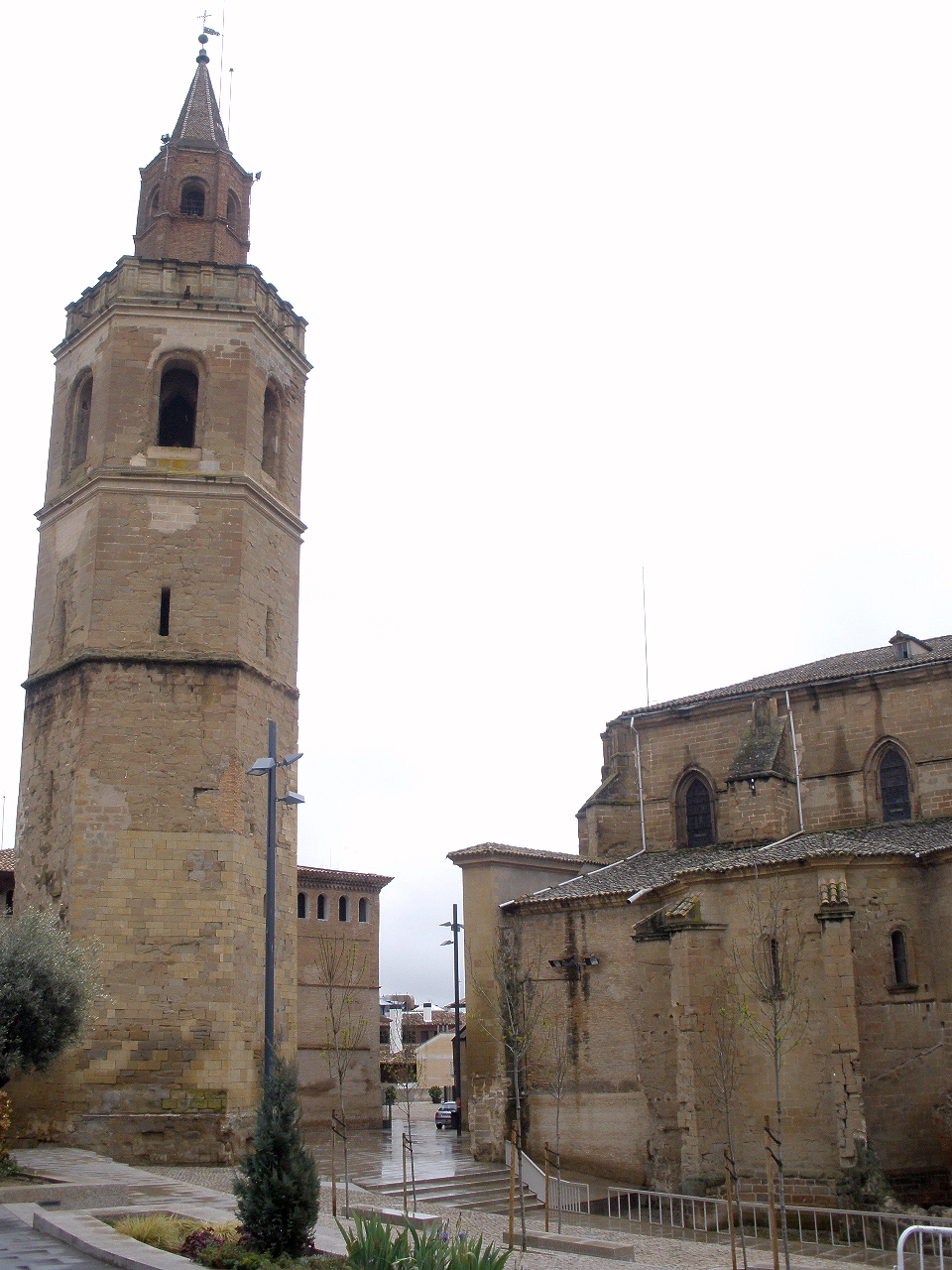
Cathédrale Sainte-Marie-de-l’Assomption, à Barbastro, siège de l'évêque de Barbastro depuis le XVIe siècle.

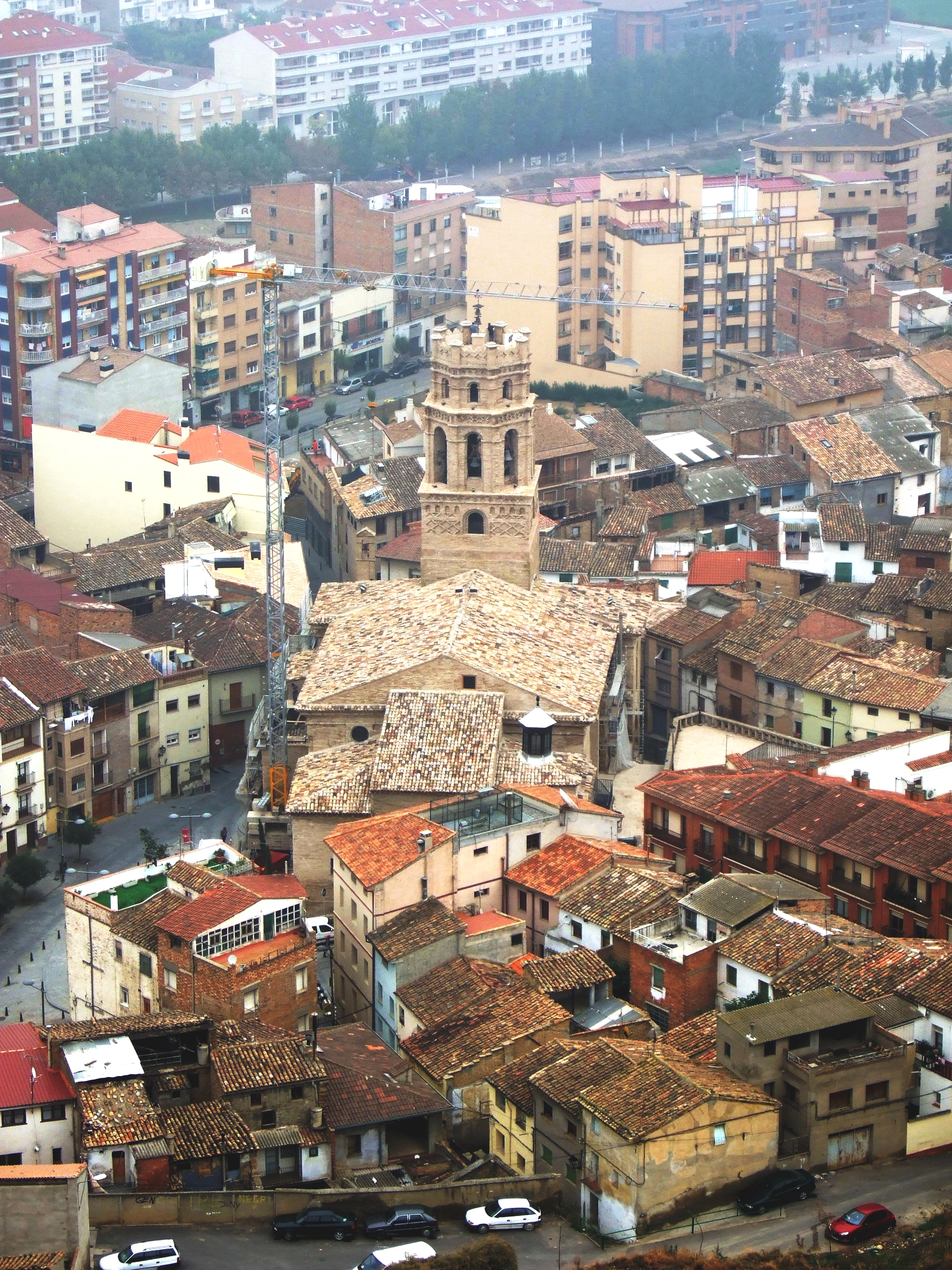
Cathédrale Sainte-Marie-du-Romeral, à Monzón, siège de l'évêque de Barbastro-Monzón depuis 1995.

- Felipe de Urríes, O.P. (1573-1585)
- Miguel Cercito Bereterra (1585-1595)
- Carlos Muñoz Serrano (1596-1603)
- Juan Moriz de Salazar (1604-1616)
- Jerónimo Bautista Lanuza, O.P. (1616-1622, nommé évêque du diocèse d'Albarracín)
- Pedro Apaolaza Ramírez, O.S.B. (1622-1625, nommé évêque d'Albarracín)
- Alfonso de Requeséns Fenollet, O.F.M. (1625-1639)
- Bernardo Lacabra (1639-1643) (nommé archevêque de Cagliari)
- Diego Chueca (1643-1647, nommé évêque de Teruel)
- Miguel Escartín Arbeza, O. Cist. (1647-1656, nommé évêque de Lérida)
- Diego Francés de Urrutigoyti (1656-1673, nommé évêque de Teruel)
- Íñigo Royo (1673-1680)
- Francisco López Urraca (1681-1695)
- Jerónimo López (1695-1696)
- José Martínez del Villar (1696-1699)
- Francisco de Paula Garcés Marcilla, O.M. (1700-1708, nommé évêque de Huesca)
- Pedro Gregorio Padilla (1708-1714, nommé évêque de Huesca)
- Pedro Granell (1714-1717)
- Carlos Alamán Ferrer (1717-1739)
- Francisco Antonio Bustamante Jiménez (1739-1747, nommé évêque de Plasencia)
- Benito Marín, O.S.B. (1748-1750, nommé évêque de Jaén)
- Juan Ladrón de Guevara, O. Carm. (1750-1755)
- Diego Rivera Higuera, O. de M. (1755-1766)
- Felipe Antonio Perales Mercado (1766-1772)
- Juan Manuel Cornel (1773-1789)
- Agustín Iñigo Abad Lasierra, O.S.B. (1790-1813)
- Juan Nepomuceno Lera Cano (1814-1828, nommé évêque de Ségovie)

Entre 1828 et 1896, le siège de Barbastro n'est plus pourvu. Les évêques de Huesca deviennent administrateurs apostoliques de l'évêché.
- Casimiro Piñera y Naredo (1896-1898)
- Juan Antonio Ruano Martín (1898-1905, nommé évêque de Lérida)
- Isidoro Badía y Sarradel (1907-1917, nommé évêque de Tarazona)
- Emilio Jiménez Pérez (1918-1926)
- Nicanor Mutiloa e Irurita, C.SS.R. (1927-1935, nommé évêque de Tarazona)
- Bienheureux Florentino Asensio Barroso (it) (1935-1936) (administrateur apostolique)
- Arturo Tabera Araoz, C.M.F. (1946-1950, nommé évêque d'Albacete)
- Pedro Cantero Cuadrado (1951-1953, nommé évêque de Huelva)
- Segundo Garcia de Sierra y Méndez (1954-1959, nommé évêque auxiliaire d'Oviedo)
- Jaime Flores Martín (1960-1970)
- Damián Iguacén Borau (1970-1974, nommé évêque de Teruel)

## Évêques de Barbastro-Monzón
- Ambrosio Echebarria Arroita (1974-1999)
- Juan José Omella (1999-2004, nommé évêque du diocèse de Calahorra et La Calzada-Logroño)
- Alfonso Milián Sorribas (2004-2014)
- Depuis le 27 décembre 2014 : Ángel Javier Pérez Pueyo (es)